# 30-årsfesten
30-årsfesten är en revy av och med Galenskaparna och After Shave. Revyn är en hyllning och ett firande av gruppens trettio år tillsammans och innehåller ett urval av nummer från gruppens tidigare produktioner. Revyn hade urpremiär den 11 september 2012 på Lorensbergsteatern.
Revyn är en kavalkad av utvalda sångnummer, sketcher och gamla revyminnen. Revyn innehåller ett nummer (med några undantag) från varje år sedan 1982 då gruppens första revy, Skruven är lös, hade premiär, fram till revyn Hagmans Konditori som spelades fram till 2012.
Revyn är cirka 3 timmar lång och spelades fram till 15 december 2013 på Lorensbergsteatern i Göteborg. Efter det flyttade revyn till Oscarsteatern I Stockholm och spelades där från september 2013 till maj 2014. På grund av den stora efterfrågan sattes 43 extraföreställningar in hösten 2014 i Göteborg. Den allra sista föreställningen spelades 20 december 2014.
Ensemblen ackompanjeras av Den ofattbara orkestern förstärkt med blåsare och med Anders Ekdahl som kapellmästare.

## Rollista
- Jan Rippe
- Per Fritzell
- Anders Eriksson
- Knut Agnred
- Claes Eriksson

## DVD-utgåva
I samband med premiären av 30-årsfesten släpptes också en DVD med alla 30 nummer samt extramaterial, bland annat en dokumentär av Stefan Wermelin. Dock är det originalklippen som visas på DVD:n, och inte en inspelning av föreställningen.

## Nummer
Grundtanken var att ett nummer skulle representera varje år, men i några fall förekommer två nummer för att ensemblen ska hinna byta om.
I början av spelperioden fanns även ett trettiofjärde nummer från vad som sades vara nästkommande föreställning. Numret hette Fyra farbröder och framfördes av Knut Agnred, Per Fritzell, Jan Rippe och Anders Eriksson. Sedan det plockades bort har det inte synts till varken i Spargrisarna kan rädda världen eller andra sammanhang.
| Första akten |      |                                                          |                       |                                                     |                                                                   | |
|              | År   | Nummer                                                   | Typ                   | Produktion                                          | Framfört av                                                       | Övrigt |
| 1            | 1982 | Bara sport                                               | Sång                  | Revyn Skruven är lös                                | Per Fritzell, Knut Agnred, Anders Eriksson (Peter) och Jan Rippe. | I originalet medverkar Peter, men i 30-årsfesten sjunger Anders Eriksson i hans ställe. I originalet medverkar även Kerstin, vars enda strof tas över av Agnred eller Rippe. |
| 2            | 1983 | En stund på isen                                         | Sketch                | Revyn Träsmak                                       | Claes Eriksson och Anders Eriksson.                               | I originalet förekommer en sekvens med Fritzell och Kerstin som konståkare och Agnred som tränare. |
| 3            | 1984 | Borås, Borås                                             | Sång                  | Revyn Träsmak                                       | Agnred                                                            | I originalet körar Fritzell och Peter. |
| 4            | 1985 | Herrboutiquen                                            | Sketch                | Revyn Cyklar                                        | Rippe, Fritzell och Anders Eriksson (Agnred) (Peter)              | I originalet medverkar Peter, men i 30-årsfesten spelar Knut hans roll. Senare under 30-årsfestens gång spelar Anders Eriksson rollen. (Troligen på grund av tid för klädbyten.) |
| 5            | 1985 | Under en filt i Madrid                                   | Sång                  | Revyn Cyklar                                        | Claes Eriksson                                                    | I originalet spelar Peter dragspel, men här gör Anders Ekdahl det. |
| 6            | 1986 | Mackenmedley                                             | Sånger                | TV-serien Macken                                    | Anders Eriksson, Rippe, Claes Eriksson, Agnred och Fritzell       | Detta potpurri framfördes aldrig i TV-serien. På DVD-utgåvan syns klippet från turnén Resan som blev av från 1994. Låtarna i potpurriet var dock med i TV-serien. I originalet medverkar även Peter och Kerstin. Eftersom alla i gruppen är omkring eller närmar sig sextio års ålder har Agnred vid ett tillfälle under framförandet av "Konfirmationspresenten" bytt ut textraden "när jag konfirmerar mig" mot "när jag pensionerar mig". |
| 7            | 1987 | Hembygdsföreningens ordförande Torgny Assarsson          | Sketch och sång       | Musikalen Stinsen brinner                           | Fritzell och Claes Eriksson                                       | Numret börjar med monologen om hembygdsföreningen, och följs av sången Min broder och jag och polisen. I originalet spelar Kerstin cittra, vilket här görs av Claes. |
| 8            | 1988 | Pappa, jag vill ha en italienare                         | Sång                  | Musikalen Stinsen brinner                           | Knut och Fritzell                                                 | I originalet sjunger Kerstin i refrängerna. |
| 9            | 1989 | I fåtöljen med Allan Preussen Kvällens gäst: Farbor Frej | Sketch                | TV-serien En himla många program                    | Claes Eriksson och Anders Eriksson                                | Framfördes aldrig i tv-serien utan i Grisen i säcken men eftersom figurerna föddes i serien får den representera. |
| 10           | 1990 | Samtal vid sjön och Gôtt å leva                          | Sketch och sång       | Långfilmen Macken                                   | Rippe och Anders Eriksson                                         | I originalet sjunger Nej, Gunnar (Kerstin, Peter, Agnred, Per Fritzell) och Allan Preussen med i sista refrängen. |
| 11           | 1991 | Knut på linjen                                           | Sketch                | Revyn Grisen i säcken                               | Agnred och Fritzell                                               | |
| 12           | 1991 | Bröderna S:t Gotthard                                    | Sketch                | Revyn Grisen i säcken                               | Anders Eriksson och Claes Eriksson                                | |
| 13           | 1992 | Grisen i säcken                                          | Sång                  | Revyn Grisen i säcken                               | Fritzell                                                          | I originalet medverkar hela ensemblen och illustrerar vad sången handlar om. |
| 14           | 1993 | Mor i skutan                                             | Sketch                | TV-serien Tornado                                   | Anders Eriksson och Claes Eriksson                                | |
| 15           | 1994 | Visst faller regn                                        | Sång                  | Turnén Resan som blev av                            | Fritzell (Peter), Agnred och Rippe                                | I originalet medverkar Peter, men i 30-årsfesten sjunger Jan hans stämma. I början av spelperioden gjorde Anders sitt nummer Einar på strutsen, men det ströks efter hand. |
| 16           | 1995 | Effektivitet                                             | Sketch                | Musikalen Lyckad nedfrysning av herr Moro           | Anders Eriksson och Claes Eriksson                                | I originalet medverkar Peter, men i 30-årsfesten tar Claes hans repliker. |
| 17           | 1996 | Pappa, flytta inte in till Tjörn                         | Sång                  | Scenföreställningen Åke från Åstol                  | Fritzell och Agnred                                               | Här sjunger Agnred "sextiosju" som ålder på Per istället för "trettiosju". |
| Andra akten  |      |                                                          |                       |                                                     |                                                                   | |
|              | År   | Nummer                                                   | Typ                   | Produktion                                          | Framfört av                                                       | Övrigt |
| 18           | 1997 | Tvätt                                                    | Sång                  | Revyn Alla ska bada                                 | Fritzell, Rippe, Agnred och Anders Eriksson                       | |
| 19           | 1998 | Stort                                                    | Saga                  | Revyn Alla ska bada                                 | Claes Eriksson                                                    | Anders Ekdahl improviserar nytt komp varje gång. |
| 20           | 1999 | Fyra vänner                                              | Sketch                | TV-serien Gladpack                                  | Fritzell, Anders Eriksson, Agnred, Claes Eriksson och Rippe       | I originalet medverkar Kerstin, men i 30-årsfesten tar Jan hennes repliker. |
| 21           | 2000 | Latinos                                                  | Sång                  | Revyn Allt Möjligt                                  | Fritzell, Anders Eriksson, Claes Eriksson (Rippe) och Agnred      | I originalet medverkar Jan, men i 30-årsfesten spelar Claes hans roll. |
| 22           | 2001 | Inte bara glögg                                          | Sketch                | Revyn Jul jul jul                                   | Rippe                                                             | Sketchen sändes första gången i radioserien En himla många program 1984 och visades första gången i TV-serien, men förekom första gången på scen i Jul jul jul. |
| 23           | 2002 | Min bostad                                               | Sång                  | Revyn Kasinofeber                                   | Claes Eriksson                                                    | |
| 24           | 2003 | The Ladyshave Show                                       | Sketch och sång       | Revyn Kasinofeber                                   | Fritzell, Rippe och Agnred                                        | Efter en liten sketch som presenterar gruppen Ladyshave framför de låten "Jag vill bli din flickvän". |
| 25           | 2004 | Invigning                                                | Sketch                | Turnén Det ska va gôtt å leva                       | Claes Eriksson                                                    | Gjordes först i Resan som blev av men fick här sin slutliga form. |
| 26           | 2005 | Les garçons de la plage                                  | Sång och akrobatik    | Krogshowen Falkes fondue                            | Anders Eriksson, Fritzell och Rippe                               | Samma potpurri som Bad och sånt, men här med låtsasfransk text. |
| 27           | 2006 | Hundra Ollar för en Stig                                 | Sång                  | Långfilmen Den enskilde medborgaren                 | Agnred                                                            | I filmen framförs sången av Sofia Pekkari. |
| 28           | 2007 | Mister Zingo - The Zinging Magician                      | Sång och trollkonster | Revyn C Eriksson Solo                               | Claes Eriksson                                                    | |
| 29           | 2007 | Bröderna Cartwrights välkomstvisa                        | Sång                  | Krogshowen Cabaret Cartwright                       | Rippe, Fritzell, Anders Eriksson och Agnred                       | Numret blev efter föreställningens gång struket efter att själva sångnumret strukits på grund av föreställningens längd. |
| 30           | 2008 | Snart                                                    | Dikt                  | Revyn C Eriksson Solo                               | Claes Eriksson                                                    | Numret ströks efter föreställningens gång i Göteborg. |
| 31           | 2009 | Spånez                                                   | Improviserad sång     | Turnén En kväll med After Shave och Anders Eriksson | Rippe, Fritzell och Agnred (Anders Eriksson)                      | Anders Eriksson är en van ersättare i Spånez. |
| 32           | 2010 | Tiden                                                    | Dikt                  | Revyn C Eriksson MAX                                | Claes Eriksson                                                    | |
| 33           | 2011 | Sitter vi här igen om femti år?                          | Sång                  | Revyn Hagmans Konditori                             | Anders Eriksson, Rippe, Agnred och Fritzell (Claes Eriksson)      | Eftersom hela föreställningen handlar om de 30 gångna åren är låttexten ändrad till "tretti år". |